# Ehrenplakette des Luftgaues XVII
Die Ehrenplakette des Luftgaues XVII war eine nichttragbare Auszeichnung der deutschen Luftwaffe während des Zweiten Weltkrieges, die von den Generälen der Flakartillerie Friedrich Hirschauer oder Rudolf Bogatsch 1942 oder 1943 gestiftet worden sind. Wobei die Tatsache eher für 1943 spricht, da bisher keine Realien mit der Aufschrift: KRIEGSJAHR 1942 existieren.
Die aus Zink hergestellte Plakette hat einen dunkelbronzenen Farbton und zeigt innerhalb eines 6 mm starken Randes aus Lorbeerblättern in seiner oberen Hälfte ein Eisernes Kreuz mit dem davor abgebildeten Hoheitsabzeichen der Luftwaffe. Sowohl Luftwaffenadler als auch Eisernes Kreuz sind innerhalb eines Achtecks, dass, ebenfalls wie der Rand der Plakette, aus Lorbeerornamenten besteht, eingebettet. Daran anschließend folgt eine Leerzeile, die etwas erhaben dargestellt ist, auf dem der Name des Beliehenen und sein Dienstgrad eingraviert werden. Unmittelbar darunter folgt die fünfzeilige Inschrift: FÜR.HERVORRAGENDE / VERDIENSTE / DER.BEFEHLSHABER / IM.LUFTGAU.XVII / KRIEGSJAHR 1943. Es sind auch Plaketten mit der Jahreszahl 1944 bekannt geworden. Die Rückseite der Plakette ist hohl und zeigt am oberen Teil mittig eine angelötete Drahtöse zur Befestigung an der Wand oder dergleichen. Verleihungsurkunden sind bisher nicht bekannt. Allerdings existieren Ehrenurkunden, die ebenfalls für hervorragende Leistungen vom Befehlshaber verliehen worden sind.